# Ґодзілла II: Король монстрів
«Ґодзілла ІІ: Король монстрів» (англ. Godzilla: King of the Monsters) — американський фантастичний фільм 2019 року, продовження фільму «Ґодзілла» (2014), а також третій фільм у франшизі Monsterverse та загалом 35-й фільм у франшизі «Ґодзілла». В ролі режисера стрічки постав Майкл Догерті, що також долучився до написання її сценарію. У головних ролях зіграли Кайл Чендлер, Віра Фарміґа, Міллі Боббі Браун, Бредлі Вітфорд, Саллі Гокінз, Чарльз Денс, Томас Мідлдітч, Аїша Гайндс, Кен Ватанабе та Чжан Цзиї. За сюжетом криптозоологічне агентство та Ґодзілла намагаються стримати гігантських монстрів, що вийшли на поверхню, зокрема Мотру, Родана та триголового кайдзю Гідору.
Прем'єра фільму відбулася 13 травня 2019 року в Пекіні та 18 травня того ж року в Голлівуді. У широкий прокат «Ґодзілла ІІ» вийшов 31 травня в США та 30 травня в Україні. Касові збори фільму склали 387,3 млн доларів, хоча його створення та реклама відповідно обійшлися приблизно в 200 млн і 100 млн.

## Сюжет
Через 5 років після першої появи Ґодзілли Сан-Франциско все ще відбудовується. Співробітниця організації «Монарх», доктор Емма Расселл отримує повідомлення про пробудження іншого «титана» — велетенської гусениці Мотри. Емма випробовує на Мотрі пристрій для вгамування «титанів» ультразвуком під назвою «Косатка». В цей час нападають терористи під керівництвом колишнього військового Алана Джона. Вони викрадають Емму і її дочку Медісон разом з пристроєм.
На засіданні в сенаті США доктор Серідзава закликає припинити надмірний видобуток ресурсів планети, що провокує агресію «титанів», і знайти спосіб співіснувати з ними. Він повертає в організацію «Монарх» колишнього чоловіка Емми — Марка Расселла, котрий створив прототип «Косатки». Коли його доставляють на секретну базу «Монарха» на дні океану, повз пропливає Ґодзілла. Ґодзілла прямує в Антарктиду, але тамтешній аванпост «Монарха» захопили терористи Алана. Керівник бази Рік повідомляє, що терористи полюють на «титанів», аби пробудити їх і повернути в світ природний баланс. Марк наполягає на знищенні чудовиськ, але з огляду на викрадення дружини й дочки погоджується допомогти.
Алан наказує Еммі підготувати похованого в льодовику триголового дракона Гідору до пробудження. Незабаром на базу прибуває загін військових «Монарха». Марк спускається на базу, де зустрічає відступаючих терористів і хоче забрати дружину з дочкою. Але Емма відмовляється йти і підриває лід, що пробуджує чудовисько. Гідора руйнує базу, Медісон, а потім Емма, відволікають істоту, даючи персоналу час на втечу. В цей час саме прибуває Ґодзілла, він нападає на Гідору, котрий після битви відлітає і зникає в урагані. Емма виходить на зв'язок і відмовляє Марка від знищення «титанів», адже ці істоти — запорука того, що природа Землі відновиться від шкоди, завданої людьми. «Титани» спричинять катаклізми, від яких можна сховатися у сховищах, збудованих «Монархом».
За допомогою «Косатки» Алан пробуджує в Мексиці величезного птеранодона Родана. Прибулі військові і «Монарх» атакують його з повітря, щоб відволікти від міста поблизу. Незабаром туди ж прибуває Гідора і сходиться у двобої з Роданом. «Монарх», скориставшись нагодою, рятує пошкоджений вертоліт із врятованими людьми. Здолавши Родана, Гідора перемикає увагу на Ґодзіллу. Той відриває Гідорі одну голову, але військові застосовують новітню розробку — ракету з кисневим руйнівником, здатним розкладати всю органіку в широкому радіусі. Від вибуху Ґодзілла гине, але Гідора відлітає, швидко відрощує втрачену голову і своїм кличем пробуджує інших «титанів» по всій планеті. Істоти починають руйнувати все навколо.
Доктор Іллен Чен показує, що стародавні тексти називають Гідору великим драконом, що впав з зірок. Він — інвазійний вид, що командує «титанами» для перетворення Землі на придатну для життя іншопланетян. Емма намагається переконати Алана, що «титани» тепер становлять смертельну небезпеку всьому живому, але той ігнорує її, стверджуючи що так і має бути.
Згодом Мотра перетворюється на метелика і створює клич, з якого стає зрозуміло, що Ґодзілла живий. Вчені на підводному човні спускаються на дно, де знаходиться тунель, що веде в підводні печери. Там виявляється порожнина з руїнами стародавньої цивілізації, де Ґодзілла відновлюється завдяки природній радіації. Щоб «титан» швидше вилікувався, «Монарх» хоче підірвати поряд торпеду з ядерною боєголовкою, але через пошкодження торпедного апарата це необхідно зробити вручну. Серідзава викликається доставити боєголовку та підриває її, але сам гине.
Повернувшись на поверхню, Марк і Чен дізнаються, що всі «титани» припинили атаки і прямують у Бостон. Алан здогадується, що вони йдуть на сигнал «Косатки», ввімкненої Медісон. Гідора прилітає в Бостон під покровом урагану, коли з моря виходить Ґодзілла. Йому на допомогу прилітає Мотра, а на бік Гідори стає Родан. Гідора піднімає Ґодзіллу в повітря й скидає з висоти. Вчені побоюються, що внаслідок бомби Серідзави, Ґодзілла тепер може вибухнути. Мотра долає Родана і віддає свою життєву силу Ґодзіллі аби стабілізувати його тіло. Марк і Емма рятують Медісон і налаштовують «Косатку», щоб віднадити Гідору від Ґодзілли. Марк відвозить доньку на вертольоті, а Емма, відчуваючи вину за пробудження чудовиськ, приманює Гідору до себе. Ґодзілла, що відновив за той час сили, знищує Гідору термоядерними імпульсами. Прибулі «титани» визнають Ґодзіллу своїм королем.
Під час титрів показуються новини, судячи з яких, «титани» подорожують по Землі і скрізь за ними природа відновлюється. Також «Монарх» виявляє нових, усе ще сплячих чудовиськ. В сцені після титрів Алан прибуває на Ісла Де Мара, де торговець показує йому вцілілу голову Гідори.

## У ролях
| Актор             | Роль                 |
| ----------------- | -------------------- |
| Віра Фарміґа      | Емма Расселл         |
| Кайл Чендлер      | Марк Расселл         |
| Міллі Боббі Браун | Медісон Расселл      |
| Бредлі Вітфорд    | доктор Стентон       |
| Саллі Гокінз      | Вівьєн Грем          |
| Чарльз Денс       | Алан Джона           |
| Томас Мідлдітч    | Сем Колмен           |
| Аїша Гайндс       | Даян Фостер          |
| Девід Стретейрн   | адмірал Вільям Стенц |
| Кен Ватанабе      | Ітіро Серідзава      |
| Чжан Цзиї         | доктор Чен           |
| Джо Мортон        | доктор Х'юстон Брукс |
| Ентоні Рамос      | капрал Мартінез      |

## Створення фільму

### Виробництво
У 2014 Макс Боренштейн уклав угоду з Legendary Pictures, за якою він має написати сценарій сиквелу фільму 2014 року «Ґодзілла», режисером стрічки, як і попередньої, має бути Гарет Едвардс. Вихід «Ґодзілла 2» анонсовано на 8 червня 2018.
У 2016 Едвардс вибув з проекту ще до початку зйомок. Того ж року прем'єру фільму перенесли на 22 березня 2019. У січні 2017 Макс Боренштейн став режисером сиквелу. 19 червня 2017 почались зйомки фільму на околиці Атланти, США.

### Знімальна група
- Кінорежисер — Майкл Догерті
- Сценаристи — Макс Боренштейн, Майкл Догерті, Зак Шилдс
- Кінопродюсери — Алекс Гарсія, Мері Парент, Браян Роджерс, Томас Талл
- Кінооператор —Лоуренс Шер
- Кіномонтаж — Роджер Бартон
- Художник-постановник — Скотт Чемблісс
- Артдиректори — Наташа Герасімова, Геррі Отто, Девід Скотт
- Художник по костюмах — Луїза Мінгенбах
- Підбір акторів — Сара Фінн.